# Maidan-Bobrîk, Litîn
Maidan-Bobrîk (în ucraineană Майдан-Бобрик) este un sat în comuna Uladivka din raionul Litîn, regiunea Vinnița, Ucraina.

## Demografie
Componența lingvistică a localității Maidan-Bobrîk
     Ucraineană (100%)
Conform recensământului din 2001, toată populația localității Maidan-Bobrîk era vorbitoare de ucraineană (100%).